# Фола-Монталбано (Милано)
Фола-Монталбано је насеље у Италији у округу Милано, региону Ломбардија.
Према процени из 2011. у насељу је живело 35 становника. Насеље се налази на надморској висини од 96 м.